# Кубок НДР з футболу 1988—1989
Кубок НДР з футболу 1988—1989 — 38-й розіграш кубкового футбольного турніру в Німецькій Демократичній Республіці після закінчення Другої світової війни. У кубку взяли участь 65 команд. Переможцем кубка Німеччини вдруге поспіль стало Динамо (Берлін).

## Попередній раунд
| Команда 1     | Рахунок | Команда 2   |
| ------------- | ------- | ----------- |
| 6 серпня 1988 |         |             |
| Ганза-2       | 4:2     | Карл Цейс-2 |

## Перший раунд
| Команда 1                       | Рахунок      | Команда 2                     |
| ------------------------------- | ------------ | ----------------------------- |
| 10 вересня 1988                 |              |                               |
| Роботрон (Земмерда)             | 1:3          | Динамо (Дрезден)              |
| Мотор (Шенебек)                 | 5:2          | Шталь (Різа)                  |
| Локомотив (Штендаль)            | 2:0          | Мотор (Нордгаузен)            |
| Пошт (Нойбранденбург)           | 4:2          | Хемі Буна (Шкопау)            |
| Фортшрітт (Вайда)               | 3:2          | Маркклеберг                   |
| Мотор (Людвігсфельде)           | 5:2          | Мотор (Грімма)                |
| Хемі (Лейпціг)                  | 0:1          | Активіст (Бріске-Зенфтенберг) |
| Активіст Калі Верра (Тіфенорт)  | 2:3          | Вісмут (Гера)                 |
| Активіст Шварце Пумпе           | 0:1          | Магдебург                     |
| Форвертс-2 (Франкфурт-на-Одері) | 1:5          | Ганза                         |
| Шталь (Айзенгюттенштадт)        | 4:1 дч       | Форвертс (Дессау)             |
| Мотор (Бабельсберг)             | 2:0          | Хемі (Белен)                  |
| Динамо-2 (Дрезден)              | 1:2          | Хемі (Галлешер)               |
| Локомотив/Арматурен (Пренцлау)  | 1:2          | Грайфсвальд                   |
| Динамо-2 (Берлін)               | 1:3 дч       | Карл-Маркс-Штадт              |
| Мотор (Зуль)                    | 1:3          | Рот-Вайс (Ерфурт)             |
| Хемі (Ільменау)                 | 2:3          | Заксенрінг (Цвікау)           |
| Тіфбау (Шверін)                 | 0:4          | Шталь (Тале)                  |
| Бау (Росток)                    | 2:3          | Динамо (Шверін)               |
| Хемі (Фельтен)                  | 1:2          | Ротатіон (Берлін)             |
| Нойштреліц                      | 0:0 пен. 4:2 | Форвертс (Штральзунд)         |
| Локомотив (Гальберштадт)        | 0:1          | Мотор (Веймар)                |
| Локомотив-2 (Лейпциг)           | 0:3          | Фортшрітт (Бішофсверда)       |
| Ауфбау (Крумгермершдорф)        | 4:4 пен. 6:7 | Динамо (Фюрстенвальде)        |
| Хемі-2 (Галлешер)               | 3:2          | Форвертс (Франкфурт-на-Одері) |
| Мотор (Айзенах)                 | 0:2          | Вісмут Ауе                    |
| Хемі (Шведт)                    | 1:9          | Уніон (Берлін)                |
| Роташим (Песнек)                | 0:4          | Карл Цейс                     |
| Шталь-2 (Різа)                  | 0:5          | Локомотив (Лейпциг)           |
| Енергі-2 (Котбус)               | 0:4          | Динамо (Берлін)               |
| Бергманн-Борсіг                 | 0:3          | Шталь (Бранденбург)           |
| Ганза-2                         | 3:3 пен. 2:4 | Енергі (Котбус)               |

## 1/16 фіналу
| Команда 1                     | Рахунок      | Команда 2               |
| ----------------------------- | ------------ | ----------------------- |
| 7 жовтня 1988                 |              |                         |
| Мотор (Бабельсберг)           | 0:8          | Динамо (Берлін)         |
| 8 жовтня 1988                 |              |                         |
| Мотор (Шенебек)               | 1:0          | Ганза                   |
| Мотор (Людвігсфельде)         | 1:0          | Фортшрітт (Бішофсверда) |
| Ротатіон (Берлін)             | 1:1 пен. 5:4 | Шталь (Тале)            |
| Фортшрітт (Вайда)             | 0:2          | Енергі (Котбус)         |
| Грайфсвальд                   | 2:1          | Шталь (Бранденбург)     |
| Локомотив (Штендаль)          | 1:0          | Локомотив (Лейпциг)     |
| Активіст (Бріске-Зенфтенберг) | 1:2 дч       | Карл Цейс               |
| Нойштреліц                    | 2:4          | Уніон (Берлін)          |
| Шталь (Айзенгюттенштадт)      | 0:5          | Вісмут Ауе              |
| Динамо (Фюрстенвальде)        | 2:0          | Заксенрінг (Цвікау)     |
| Вісмут (Гера)                 | 0:3          | Рот-Вайс (Ерфурт)       |
| Хемі-2 (Галлешер)             | 0:6          | Карл-Маркс-Штадт        |
| Пошт (Нойбранденбург)         | 5:3 дч       | Хемі (Галлешер)         |
| Динамо (Шверін)               | 3:1 дч       | Магдебург               |
| Мотор (Веймар)                | 1:2          | Динамо (Дрезден)        |

## 1/8 фіналу
| Команда 1             | Рахунок | Команда 2              |
| --------------------- | ------- | ---------------------- |
| 29 жовтня 1988        |         |                        |
| Мотор (Людвігсфельде) | 1:0     | Ротатіон (Берлін)      |
| Динамо (Шверін)       | 1:0     | Пошт (Нойбранденбург)  |
| Вісмут Ауе            | 3:0     | Енергі (Котбус)        |
| Карл-Маркс-Штадт      | 2:1 дч  | Динамо (Дрезден)       |
| Локомотив (Штендаль)  | 0:2     | Карл Цейс              |
| Мотор (Шенебек)       | 2:6 дч  | Динамо (Берлін)        |
| Грайфсвальд           | 1:3     | Рот-Вайс (Ерфурт)      |
| Уніон (Берлін)        | 4:1     | Динамо (Фюрстенвальде) |

## 1/4 фіналу
| Команда 1        | Рахунок | Команда 2             |
| ---------------- | ------- | --------------------- |
| 10 грудня 1988   |         |                       |
| Вісмут Ауе       | 3:1 дч  | Карл Цейс             |
| Карл-Маркс-Штадт | 4:1     | Мотор (Людвігсфельде) |
| Уніон (Берлін)   | 0:2     | Динамо (Берлін)       |
| Динамо (Шверін)  | 0:3     | Рот-Вайс (Ерфурт)     |

## 1/2 фіналу
| Команда 1       | Рахунок | Команда 2         |
| --------------- | ------- | ----------------- |
| 11 березня 1989 |         |                   |
| Вісмут Ауе      | 1:2     | Карл-Маркс-Штадт  |
| Динамо (Берлін) | 6:1     | Рот-Вайс (Ерфурт) |

## Фінал
| 1 квітня 1989 |

| Динамо (Берлін) | 1:0      | Карл-Маркс-Штадт |
| --------------- | -------- | ---------------- |
| Том 57'         | Протокол |                  |

| Стадіон Всесвітньої молоді, Східний Берлін Глядачів: 35 000 Арбітр: Віланд Циллер |